# Eublemma reninigra
Eublemma reninigra är en fjärilsart som beskrevs av Emilio Berio 1945. Eublemma reninigra ingår i släktet Eublemma och familjen nattflyn. Inga underarter finns listade i Catalogue of Life.